# Günter Ollenschläger

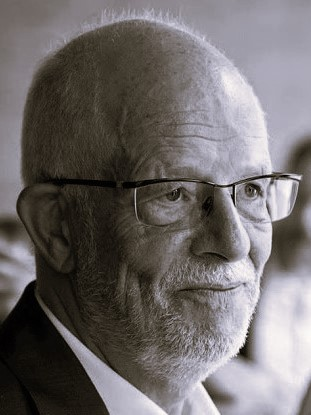
Günter Ollenschläger 2020

Günter Ollenschläger (* 3. März 1951 in Beuel) ist ein deutscher Internist, Apotheker und Medizinpublizist. Er gilt als einer der Wegbereiter der Evidenzbasierten Medizin in Deutschland.

## Werdegang
Günter Ollenschläger studierte nach dem Abitur am Staatlichen Gymnasium Siegburg und der Ausbildung zum Apothekerassistenten in Troisdorf von 1971 bis 1981 Pharmazie und Medizin an den Universitäten Münster, Würzburg, Erlangen und Gießen. Von 1978 bis 1982 war er nach Promotion zum Dr. rer. nat. als Apotheker in der Pharmaforschung tätig. Nach der Approbation als Arzt und Promotion zum Dr. med. erfolgten 1983 bis 1990 die Weiterbildung zum Internisten in Köln bei Werner Kaufmann und in Wien bei Arnulf Fritsch, 1990 die Habilitation und 1995 die Ernennung zum außerplanmäßigen Professor für Innere Medizin durch die Medizinische Fakultät der Universität zu Köln. Ollenschläger war von 1990 bis 2020 an der Uniklinik Köln ehrenamtlich als Hochschullehrer tätig.
Von 1990 bis 1995 war er in der Bundesärztekammer für die Bereiche „Fortbildung, Präventivmedizin und Gesundheitsförderung“ zuständig.
Ollenschläger war von 1995 bis 2015 Herausgeber und Chefredakteur der Zeitschrift für Evidenz, Fortbildung und Qualität im Gesundheitswesen (ZEFQ), von 2015 bis 2016 Chefredakteur der Online-Medizin-Enzyklopädie Deximed. Seit 2020 leitet er die Redaktion der E-Bibliothek Gesundheitskompetenz des Deutschen Netzwerks Gesundheitskompetenz.
Von 1995 bis zu seinem Ruhestand 2014 war er der erste Leiter des Ärztlichen Zentrums für Qualität in der Medizin äzq.
Ollenschläger gehört zu den Initiatoren und Begründern der Deutschen Gesellschaft für Ernährungsmedizin, des Deutschen Netzwerks Evidenzbasierte Medizin (Kongresspräsident 2016), des Programms für Nationale Versorgungsleitlinien, des Guidelines International Network, des Aktionsbündnisses Patientensicherheit und des Deutschen Netzwerks Gesundheitskompetenz.

## Arbeits- und Forschungsschwerpunkte
- 1975–1978: Pharmazeutische Technologie und Biopharmazie
- 1978–1990: Ernährungsmedizin und Stoffwechsel, Onkologie, Diabetologie
- 1990–1995: Ärztliche Fortbildung, Präventivmedizin und Gesundheitsförderung[19][20][21]
- 1995–2023: Evidenzbasierte Medizin, Medizinische Leitlinien, Patienteninformation, Qualitätssicherung und Patientensicherheit, Patientenorientierung, Wissenstransfer im Gesundheitswesen
- seit 2018 Gesundheitskompetenz

## Auszeichnungen (Auswahl)
Max-Rubner-Preis – Deutsche Gesellschaft für Ernährung (1990), Berliner Gesundheitspreis (1998), Honorary Patron des Guidelines International Network (2005), Ehrenvorsitzender und Ehrenmitglied des Deutschen Netzwerks Evidenzbasierte Medizin DNEbM (2013, 2016), Ehrenmitglied des Deutschen Netzwerks Gesundheitskompetenz DNGK (2023).

## Privates
Günter Ollenschläger ist seit 1975 mit Ingrid Ollenschläger, geborene Müller, verheiratet. Das Ehepaar hat drei Kinder.

## Veröffentlichungen (Auswahl)
- R. Kunz, G. Ollenschläger, H. Raspe, G. Jonitz, N. Donner-Banzhoff (Hrsg.): Lehrbuch Evidenz-basierte Medizin in Klinik und Praxis, 1.–2. Aufl. Deutscher Ärzteverlag, Köln 2007, ISBN 978-3-7691-0538-4
- P. Schauder, G. Ollenschläger: Ernährungsmedizin: Prävention und Therapie, 1.–3. Aufl., Elsevier, Urban und Fischer, München/Jena 2006, ISBN 978-3-437-22921-3